# Calderův pohár

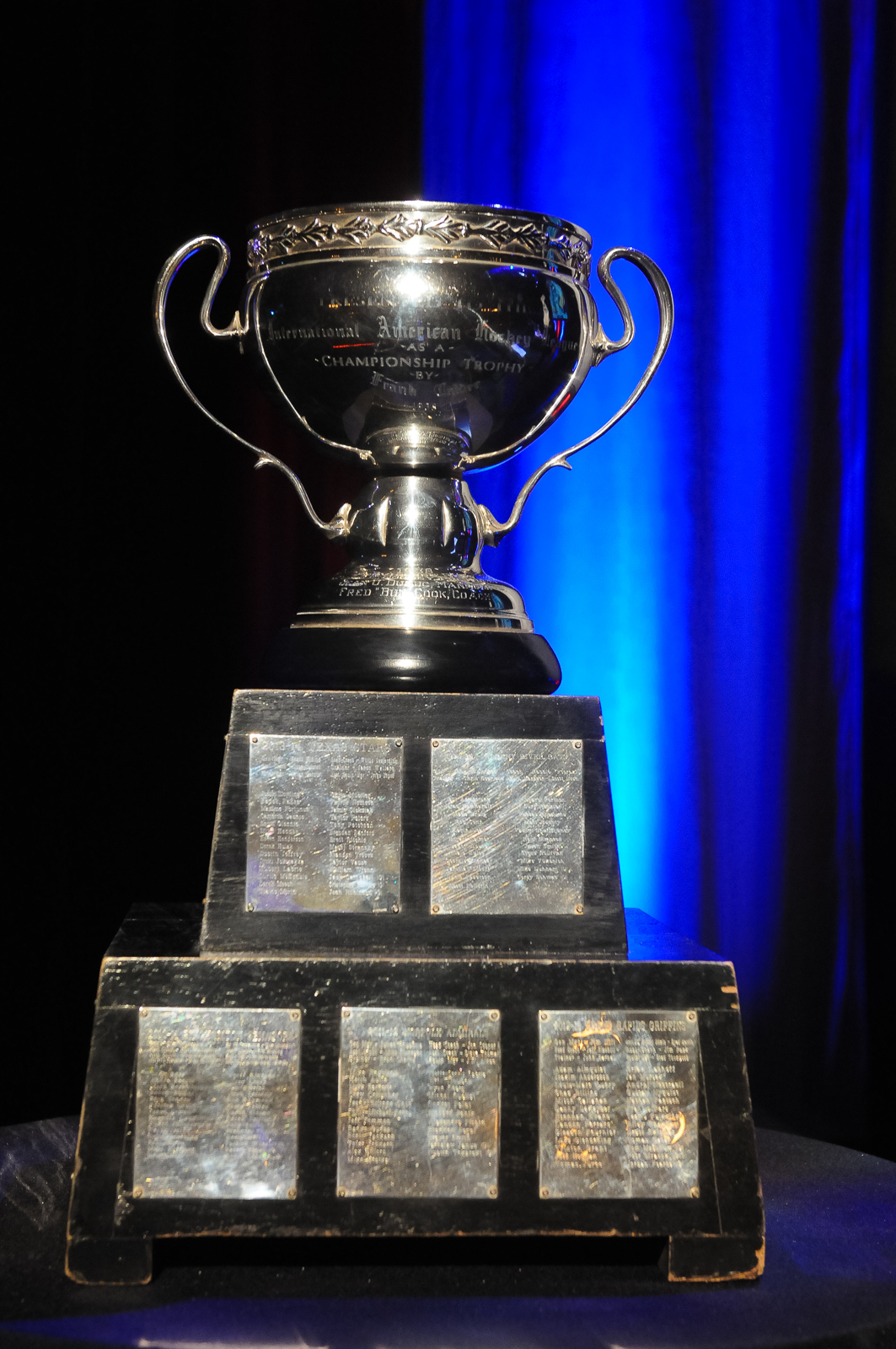
Calder Cup

Calderův pohár (anglicky Calder Cup) je každoroční trofej pro vítěze play off hokejové American Hockey League. Pohár je druhým nejdéle pravidelně udělovaným (po Stanley Cupu v NHL) klubovým hokejovým oceněním na světě, poprvé byl předán vítězi AHL v roce 1937 po její premiérové sezoně 1936/37 a od té doby byl udělen každoročně.
Pohár je pojmenován po Franku Calderovi, který byl prvním prezidentem NHL. Je po něm pojmenována i Calder Memorial Trophy, kterou je každoročně oceněn v NHL nejlepší nováček.
Nejvícekrát trofej získal klub Hershey Bears, který slavil dvanáctkrát. Cleveland Barons jsou druzí nejúspěšnější s devíti primáty a Springfield Indians/Kings získali sedm titulů. Osmička týmů dokázala trofej obhájit, Springfield Indians v letech 1960–62 byli jediným celkem, který dokázal vyhrát trofej třikrát po sobě.
Čtyřikrát v historii se jedné organizaci povedlo vyhrát současně Stanley Cup i Calderův pohár. Poprvé v roce 1950, kdy současně slavili Detroit Red Wings i Indianapolis Capitals. V letech 1976 a 1977 Montreal Canadiens i farma Nova Scotia Voyageurs získaly obě trofeje. V roce 1995 se totéž povedlo New Jersey Devils a Albany River Rats.
Nejlepší hokejista v play off je oceněn trofejí Jack A. Butterfield Trophy. V roce 2009 ji získal český brankář Michal Neuvirth.
Mezi držiteli Calderova poháru je i 30 českých hokejistů. Michal Neuvirth je jediným, který pozvedl trofej nad hlavu dvakrát. Prvním českým vítězem byl v roce 1992 s Cape Breton Oilers Vladimír Vůjtek, v roce 1978 s Maine Mariners získal pohár jako první československý hokejista Rudolf Tajcnár.
Kvarteto hokejistů dokázalo být ve vítězném týmu pětkrát, což je maximum. Trenér Fred "Bun" Cook je rekordmanem tím, že dovedl svůj celek k trofeji sedmkrát (Providence Reds v letech 1938 a 1940 + Cleveland Barons v letech 1944, 1948, 1951, 1953 a 1954).
Sezona 2019/20 nebyla dohrána kvůli pandemii koronaviru a Calderův pohár nebyl udělen. Klasické play off bylo zrušeno i o rok později.

## Vítězové Calderova poháru
| Vítězové Calderova poháru |                       |                                                                                |
| Počet                     | Tým                   | Roky                                                                           |
| 13                        | Hershey Bears         | (1947, 1958, 1959, 1969, 1974, 1980, 1988, 1997, 2006, 2009, 2010, 2023, 2024) |
| 9                         | Cleveland Barons      | (1939, 1941, 1945, 1948, 1951, 1953, 1954, 1957, 1964)                         |
| 7                         | Springfield Indians   | (1960, 1961, 1962, 1971 – s názvem Kings, 1975 – s názvem Kings, 1990, 1991)   |
| 6                         | Rochester Americans   | (1965, 1966, 1968, 1983, 1987, 1996)                                           |
| 5                         | Buffalo Bisons        | (1943, 1944, 1946, 1963, 1970)                                                 |
| 4                         | Providence Reds       | (1938, 1940, 1949, 1956)                                                       |
| 4                         | Adirondack Red Wings  | (1981, 1986, 1989, 1992)                                                       |
| 3                         | Chicago Wolves        | (2002, 2008, 2022)                                                             |
| 3                         | Pittsburgh Hornets    | (1952, 1955, 1967)                                                             |
| 3                         | Nova Scotia Voyageurs | (1972, 1976, 1977)                                                             |
| 3                         | Maine Mariners        | (1978, 1979, 1984)                                                             |
| 2                         | Indianapolis Capitals | (1942, 1950)                                                                   |
| 2                         | Philadelphia Phantoms | (1998, 2005)                                                                   |
| 2                         | Grand Rapids Griffins | (2013, 2017)                                                                   |
| 1                         | Syracuse Stars        | (1937)                                                                         |
| 1                         | Cincinnati Swords     | (1973)                                                                         |
| 1                         | New Brunswick Hawks   | (1982)                                                                         |
| 1                         | Sherbrooke Canadiens  | (1985)                                                                         |
| 1                         | Cape Breton Oilers    | (1993)                                                                         |
| 1                         | Portland Pirates      | (1994)                                                                         |
| 1                         | Albany River Rats     | (1995)                                                                         |
| 1                         | Providence Bruins     | (1999)                                                                         |
| 1                         | Hartford Wolf Pack    | (2000)                                                                         |
| 1                         | Saint John Flames     | (2001)                                                                         |
| 1                         | Houston Aeros         | (2003)                                                                         |
| 1                         | Milwaukee Admirals    | (2004)                                                                         |
| 1                         | Hamilton Bulldogs     | (2007)                                                                         |
| 1                         | Binghamton Senators   | (2011)                                                                         |
| 1                         | Norfolk Admirals      | (2012)                                                                         |
| 1                         | Texas Stars           | (2014)                                                                         |
| 1                         | Manchester Monarchs   | (2015)                                                                         |
| 1                         | Cleveland Monsters    | (2016)                                                                         |
| 1                         | Toronto Marlies       | (2018)                                                                         |
| 1                         | Charlotte Checkers    | (2019)                                                                         |

- Poznámka - 2020 a 2021 Calderův pohár namá vítěze

## Individuální rekordy

### Nejvíce titulů
Hráči:  5krát 
Bob Solinger (1948, 1952, 1955, 1958, 1959)
 Fred Glover (1950, 1953, 1956, 1957, 1964)
 Les Duff (1958, 1959, 1965, 1966, 1968)
 Mike Busniuk (1976, 1977, 1978, 1979, 1984)
Trenér:  7krát Fred “Bun” Cook (1938, 1940, 1944, 1948, 1951, 1953, 1954)
pozn. v roce 2000 získal Mike Busniuk jako trenér svůj šestý titul.

### Hráčské rekordy play off - kariéra
Nejvíce účastí:  17, Fred Glover
Nejvíce odehraných utkání:  159, Bryan Helmer
Nejvíce gólů:  63, Darren Haydar
Nejvíce asistencí:  83, Chris Bourque
Nejvíce bodů:  143, Darren Haydar
Nejvíce čistých kont:  8, Gord Henry
Nejvíce vychytaných vítězství:  49, Marcel Paille
Nejvíce gólů v prodloužení:  5, Alexandre Giroux

### Hráčské rekordy play off - jeden ročník
Nejvíce gólů:  26, Bill McDougall (Cape Breton Oilers - 1993)
Nejvíce asistencí:  26, čtyři hráči
Nejvíce bodů:  52, Bill McDougall (Cape Breton Oilers - 1993)
Nejvíce čistých kont:  6, Mika Noronen (Rochester Americans - 2000)
Nejvíce vychytaných vítězství:  16, čtyři brankáři
Nejvíce gólů v prodloužení:  3, Oliver Bjorkstrand (Lake Erie Monsters - 2016)

### Hráčské rekordy play off - jedno utkání
Nejvíce gólů:  5, Bill McDougall (Cape Breton Oilers proti St. John Maple Leafs- 1993)
Nejvíce bodů:  7, tři hráči